# 永田靖

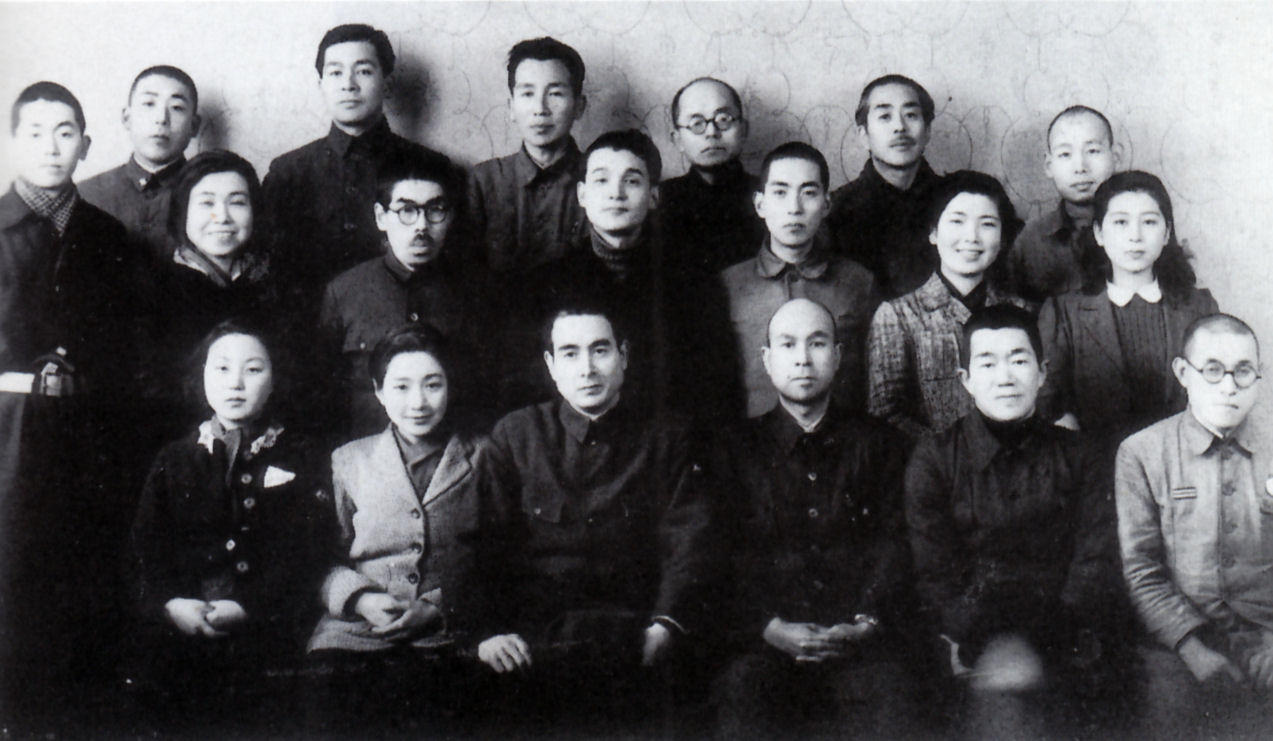
1945年1月、桜隊メンバーとともに / 前列左より3人目が永田。島木つや子（前列左端）、園井恵子（前列、永田の左隣）、丸山定夫（前列、永田から一人おいて右）、仲みどり（中列左端）、高山象三（後列左端）は広島市への原爆投下により被爆死。他に八田元夫、多々良純、池田生二、利根春江らの顔も見える。

永田 靖（ながた やすし、1907年10月11日 ‐ 1972年9月12日）は、日本の俳優。

## 人物・経歴
長崎県島原市の出身。台北高等学校文科卒業。その後上京し、1930年に新築地劇団に入る。久保栄演出の『新説国姓谷合戦』で初舞台を踏んだ。1934年の日本新劇祭で真山青果原作の『玄朴と長英』で高野長英を演じて好評を得た。1935年、『なみだの母』で映画初出演。1938年応召される。1940年に除隊するが、新築地劇団は強制解散させられた。以後、日活（合併後は大映）の映画に出演し、『将軍と参謀と兵』などで軍人の役を演じた。また、東宝演劇研究会を経て、丸山定夫らと苦楽座に入った。1945年に再び応召。戦後は第2次新協劇団をへて、1948年に、俳優座に入団した。幹部俳優として活躍し、『ギャング・アルトゥロ・ウイ』では主演した。
映画にも多く出演し、独立プロ作品から東映の時代劇まで幅広く出演し、脇役として活躍した。東映動画のアニメーション『安寿と厨子王丸』、『太陽の王子 ホルスの大冒険』にも声の出演をしている。テレビドラマにも数多く出演している。
広島で移動演劇隊「桜隊」の一員として被爆し、死亡した園井恵子と『無法松の一生』（大映京都、1943年）で共演（夫の吉岡小太郎大尉役）、丸山定夫とも新築地劇団や映画で共演した関係から、1955年、広島市内の桜隊の慰霊石碑の建立に奔走し、1959年に石碑を設置した。1966年『テアトロ』12月号に「丸山定夫碑に」を掲載した。

## 主な出演作品

### 映画
- 第五列の恐怖（1942年、日活）
- 将軍と参謀と兵（1942年、日活） - 参謀岡村大尉
- 香港攻略 英國崩るゝの日（1942年、大映） - 北沢少尉
- 無法松の一生（1943年、大映） - 吉岡小太郎
- 若き姿（1943年、朝鮮映画）
- 女優（1947年、東宝） - 高浜広雄
- 破戒（1948年、松竹） - 町会議員
- 斬られの仙太（1949年、東宝＝49年プロ）
- お嬢さん乾杯!（1949年、松竹） - 恭子の父
- 野良犬（1949年、映画芸術協会＝新東宝） - 阿部捜査主任
- 暴力の街（1950年） - 佐々木記者
- 殺人者の顔（1950年、東宝） - 酔客
- 海の花火（1951年、松竹） - 唐沢源六
- 泣虫記者（1952年、東映） - デスクの渡辺六さん
- 慟哭（1952年、新東宝）
- まごころ（1953年、松竹） - ふみ子の叔父
- 広場の孤独（1953年、新東宝） - 吉村久太郎
- 悲劇の将軍 山下泰文（1953年、東映） - 宇佐美参謀副長
- 思春の泉（1953年、新東宝） - 助役さん
- 鬼伏せ街道（1953年、東映） - 大判屋金兵衛
- 唐人お吉（1954年、京映プロ＝現代俳協） - ハリス
- 太陽のない街（1954年、新星映画） - 高木
- 愛染道中 男の血祭（1954年、東映） - 浜の仁兵衛
- 八百屋お七 ふり袖月夜（1954年、東映） - 上州屋金右衛門
- 勲章（1954年、俳優座） - 西野梅吉
- 壮烈神風特攻隊（1954年、東映） - 大本営陸軍作戦参謀
- 変化大名（1954年、東映） - 丹波屋九郎右衛門
- 愛すればこそ（1955年、独立映画） - お客
- 天保六道銭 平戸の海賊（1955年、東映） - 布屋新右衛門
- 闇太郎変化（1955年、東映） - 横田甚兵衛
- 狼（1955年、近代映画協会） - 捜査本部警部
- 浮草日記（1955年、山本プロ）
- 百面童子（1955年、東映） - 宍戸左門
  - 第一篇 ギヤマンの秘密（1955年）
  - 第二篇 サタンの窟（1955年）
  - 第三篇 バテレンの宴（1955年）
  - 完結篇 イスラムの女王（1955年）
- 弓張月（東映） - 利勇
  - 第一篇 筑紫の若武者（1955年）
  - 第二篇 運命の白縫姫（1955年）
  - 完結篇 南海の覇者（1955年）
- まぼろし怪盗談（東映） - 神岡専之助
  - 第一部（1955年）
  - 第二部（1955年）
  - 第三部（1955年）
- 水戸黄門漫遊記 怪力類人猿（1956年、東映） - 本多上野介
- 満月あばれ笠（1956年、東映） - 鈴木将監
- 三つ首塔（1956年、東映） - 志賀雷三
- 新・平家物語 静と義経（1956年、大映） - 梶原景時
- 警視庁物語シリーズ（東映） 
  - 警視庁物語 追跡七十三時間（1956年） - 捜査第一課長
  - 警視庁物語 白昼魔（1957年） - 捜査第一課長
  - 警視庁物語 十二人の刑事（1961年） - 吉田屋旅館の主人
- 旗本退屈男 謎の幽霊船（1956年、東映） - 嘉手納幸之進
- 雲の墓標より 空ゆかば（1957年、松竹） - 遠藤教授
- 花まつり男道中（1957年、東映） - 黒蜘蛛の猪十
- 顔（1957、年松竹） - 医者
- 黒い河（1957年、松竹） - 医者
- ふたり大名（1957年、東映） - 金沢権太夫
- 大菩薩峠（1957年、東映）
- 少年猿飛佐助（東映） - 榊原玄蕃
  - 少年猿飛佐助（1958年）
  - 少年猿飛佐助 牢獄の姫君（1958年）
  - 少年猿飛佐助 天空の白馬（1958年）
- 日蓮と蒙古大襲来（1958年、大映） - 極楽寺入道重時
- 点と線（1958年、東映） - 大島捜査課長
- 江戸の花笠（1958年、東映） - 越後屋剛蔵
- 大当り狸御殿（1958年、東宝） - 泥右衛門
- 有楽町0番地（1958年、松竹） - 警視総監代理
- 蟻の街のマリア（1958年、歌舞伎座） - 大佐
- 千羽鶴（1958年、共同映画社） - 八代医師
- 風花（1959年、松竹） - 名倉強之進
- 惜春鳥（1959年、松竹） - 鬼塚兵三郎
- 人間の壁（1959年、山本プロ） - 吉沢委員長
- からたち日記（1959年、歌舞伎座） - 豊科の医師
- 第五福竜丸（1959年、近代映画協会） - 県衛生部長
- 人間の條件 第1・2部（1959年、松竹） - 牟田
- かげろう絵図（1959年、大映） - 下村孫九郎
- 新吾十番勝負 第二部（1959年、東映） - 黒田豊前守
- 大いなる旅路（1960年、東映） - 国鉄総裁
- 人形佐七捕物帖シリーズ（東映）
  - 人形佐七捕物帖 般若の面（1960年） - 茨木屋鵬斎
  - 人形佐七捕物帖 くらやみ坂の死美人（1960年） - 籠抜けの弥五郎
- 拳銃を磨く男 深夜の死角（1960年、東映） - 楊
- 白い牙（1960年、松竹） - 来客遠藤
- 風来坊探偵 岬を渡る黒い風（1961年、ニュー東映） - 堀越剛之助
- 夜の長脇差（1961年、東映） - 御室の勘助
- 俺が地獄の手品師だ（1961年、東映） - 北海警察署長
- 松川事件（1961年、製作委員会）
- 悪名シリーズ（大映） - シルクハットの親分
  - 悪名（1961年）
  - 続悪名（1961年）
  - 続・新悪名（1962年）
  - 悪名市場（1963年）
- 悪魔の手毬唄（1961年、東映）
- 安寿と厨子王丸（1961年、東映動画） - 人買の山岡大夫[4]（声の出演）
- 永遠の人（1961年、松竹） - 平左衛門
- 松本清張のスリラー 考える葉（1962年、東映） - 能勢刑事部長
- 柳生武芸帳シリーズ（東映） 
  - 柳生武芸帳 片目水月の剣（1963年） - 須田弥九郎
  - 柳生武芸帳 剣豪乱れ雲（1963年） - 柳生但馬守
- 証人の椅子（1965年、山本プロ） - 佐藤弁護士
- 四谷怪談（1965年、東宝） - 四谷左門
- スパイ（1965年、山本プロ）
- 紀ノ川（1966年、松竹） - 太兵衛
- 新・事件記者 殺意の丘（1966年、日活） - 橋本署長
- 眠狂四郎シリーズ（大映）
  - 眠狂四郎無頼剣（1966年） - 式部仙十郎
  - 眠狂四郎卍斬り（1969年） - 内藤主水
- 傷だらけの天使（1966年、日活）
- 若親分兇状旅（1967年、大映） - 俵藤雄介
- ヒロシマの証人（1968年）
- 若者たち（1968年）
- 太陽の王子 ホルスの大冒険（1968年、東映動画） - ドラーゴ[5]（声の出演）
- 忍ぶ川（1972年、俳優座＝東宝） - 哲郎の父

### テレビドラマ
- 日真名氏飛び出す（1955年、KRテレビ）
- テレビ劇場（NHK）
  - 愛妻競争（1958年） - 葉巻社長
  - 空白の意匠（1959年）
- 俳優座アワー / 忠直卿行状記（1958年、NTv）
- 部長刑事 第26話「地獄の花は紅くない」（1958年、OTV）
- ここに人あり 第96話「ミッキーの青春」（1959年、NHK）
- お好み日曜座（NHK）
  - 土こね記（1959年）
  - 鯨にのってきた男（1959年）
- ヤシカゴールデン劇場 / 赤ちゃん（1959年、NTV）
- ゴールデン劇場（NTV）
  - 太陽と牛の唄（1959年）
  - 転落の賊（1959年）
  - 北風ぞ吹かん（1961年）
- ダイヤル110番（NTV）
  - 第117話「分け前」（1959年）
  - 第269話「最後の殺し屋」（1962年）
- 日立劇場（KR）
  - 第11話「空気のなくなる日」（1959年）
  - 第24話「凧」（1960年）
- ゴールドステージ / 象牙の塔（1959年、NTV）
- 慎太郎ミステリー・暗闇の声 / 当り屋（1960年、KR）
- ミステリー影 / 街の手品師（1960年、MBS）
- 戦争 第10話「虱」（1960年、CX）
- 雑草の歌（KR）
  - 第115話「紙人形でも立っている」（1960年）
  - 第145話「モンテルンバの灯」（1961年）
- 侍 第3話「土佐犬」（1960年、CX）
- おかあさん 第80話「春眠」（1961年、TBS）
- 指名手配（NET）
  - 第88・89話「天網灰灰」（1961年）
  - 第109話「銚子の船員殺し」（1961年）
- 近鉄金曜劇場（TBS）
  - ひょうたんと駒（1962年）
  - 遠い一つの道（1962年）
  - やがて、春（1963年）
  - ある逃亡者（1964年）
- 創作劇場 / ある日浜辺にて（1962年、NHK）
- 女の園（NHK）
  - 第67話「嘘」（1962年）
  - 第70話「マンホール」（1963年）
- テレビ指定席 / 花のような葉と葉のような花（1963年、NHK）
- 東芝日曜劇場（TBS）
  - 第339話「こんど生まれたら」（1963年）
  - 第822話「もしか或る日」（1972年） - 常次
- ポーラ名作劇場 第26話「仇討禁止令」（1963年、NET）
- 文芸劇場 第84話「金の砂」（1963年、NHK）
- こども劇場 第21話「二つの道」（1963年、NHK）
- 浪曲ドラマ / 春の夢文七元結（1963年、NHK）
- NHK劇場（NHK）
  - 視界無限（1964年）
  - 芽吹く頃（1968年）
- 風雪 / 万機公論（1964年、NHK） - 署長
- 木下恵介アワー / 喜びも悲しみも幾歳月（1965年、TBS） - 大場台長
- 家庭劇場 第48話「役に立つ青春」（1966年、NHK）
- 三匹の侍（CX）
  - 第4シリーズ 第4話「麝香丸の亡霊」（1966年） - 大堀久蔵
  - 第6シリーズ 第21話「女代官」（1969年） - 望月六右衛門
- ゴメスの名はゴメス（1967年、フジテレビ）
- 秘密指令883 第6話「葬いは俺の手で」（1967年、フジテレビ / 大映テレビ室） - 陳リュウセイ
- 剣（NTV）
  - 第31話「お氷さま罷り通る」（1967年）
  - 第35話「祭囃子」（1967年）
  - 第39話「無分別は見越しの木登り」（1968年） - 世良内蔵之介
- シオノギテレビ劇場 / 沓掛時次郎（1967年、フジテレビ）
- 仇討（TBS）
  - 第5話「剣と恋と」（1968年）
  - 第6話「よじょう」（1968年）
- 無用ノ介（1969年、日本テレビ）
- 戦国艶物語（1969年 - 1970年、TBS） - 徳川家康
- 水戸黄門（1969年 - 1972年、TBS） - 水戸藩家老中山備前 ※遺作
- 大忠臣蔵　(1971年、NET) - 泉屋茂兵衛
- 銭形平次 第296話「初手柄娘岡っ引き」（1972年、CX） - 吉兵ヱ

### 舞台
- 禮服（1949年）
- オセロウ（1951年）
- 夜の来訪者（1955年）
- 道成寺（1958年）
- ハムレット（1964年）
- ファウスト（1965年）
- ヒゲの生えた制服（1966年）
- アンナ・カレーニナ（1966年）
- ギャング・アルトゥロ・ウイ（1969年） - 老ドグズバロ
- 兵隊芝居（1969年）
- 小市民（1970年）
- 原理日本（1970年）
- 未必の故意（1971年） - 島民B